# まめた本舗
まめた本舗（まめたほんぽ）は、2007年に設立されたTシャツや雑貨を専門に扱うファッションブランド。
自社ブランドの販売に加え、イベントへの積極的な出店は元より、多くのお笑い芸人や著名人や広島県の企業とのコラボレーションを行っている。

## 主なイベント活動
- 2007年4月 Tシャツラブサミットヘの出店を目指し、設立。
- 2007年4月 Tシャツラブサミットへ出店。（以後、継続出店）
- 2007年4月 デザインフェスタへ出店。（以後、継続出店）
- 2007年12月「クリエーターズマーケット」へ出店。（以後、継続出店）
- 2008年7月 ワンダーTシャツフェスティバルへ出店。（以後、イベント終了時までレギュラー出店）
- 2008年9月 新宿FACEで開催された「ha-na T-shits festival」へ出店。
- 2010年6月 新宿マルイワン主催のTシャツ催事に出品。
- 2011年3月 宇都宮パルコ主催のOriginal T-shirts shop「MIX　Concept」へ出品。
- 2011年4月 東日本大震災のチャリティーイベントを主催。
- 2012年8月 ワンダーTシャツフェスティバル優勝。
- 2015年5月 「Tシャツマイナーリーグ」へ初出店し、優勝。（以後、イベント終了時までレギュラー出店）
- 2016年3月 新宿東急ハンズ催事に出品。
- 2021年9月 プロレスリング・SECRET BASE新宿FACE大会のスポンサードマッチとして参加。同時にコーナーポスト協賛にも参加。

## メンバー
- まめた（まめた）女性
デザイナー・イラストレーター・アニメーター
本名・出生地・生年月日は非公表。
まめた本舗の作品のほとんどのデザインを担当。
独学でデザインを学び、ファッション業界へ。彼女の愛らしい絵にダジャレ要素を入れたり、毒のある作品はお笑い芸人や著名人のファンも多く、数多くの作品を残している。
Tシャツ等のグッズだけでなく、木曽さんちゅうや、お笑いコンビナナフシギのyoutubeチャンネルのアイコンデザインも担当。
また、 ヴィジュアル系バンドMISSARCANAの「Shadow in closet」のプロモーションビデオにてアニメーションを担当する等、活動は多岐に渡る。
- ハナイチ（はないち） 1977年12月14日（47歳）
代表者であり営業・渉外・デザインを担当。
- おもち（おもち）女性
雑貨担当責任者。
本名・出生地・生年月日は非公表

## 主としたお笑い芸人・著名人とのコラボレーション
- ハリウッドザコシショウとバイきんぐのユニットライブ「やんべえ」のイベントTシャツ製作。
- ヴィンテージ公式Tシャツ製作。
- つーからと中央線withyouの合同ライブTシャツ製作。
- こばやしけん太のライブ用Tシャツデザイン・製作。
- パシンペロンのはやぶさゆかを中心とした「ぶっさん会」のイベントTシャツ製作。
- じゅんいちダビッドソン公式Tシャツデザイン・製作。
- スルースキルズ根本羽衣のバースデーTシャツ製作。
- Wコロンのイベント「なぞかけナイト」公式Tシャツのデザイン・製作。
- アイドルグループ「Buzzly」の公式Tシャツ製作。
- バイきんぐ公式Tシャツのデザイン・製作。
- 催眠術師十文字幻斎公式Tシャツの製作。
- 木曽さんちゅう公式Tシャツ・手拭い等のデザイン・製作。（専属のグッズ担当アドバイザーとして現在も継続中）
- 時東ぁみ公式Tシャツ・タオル等のデザイン・製作。（専属のグッズ担当アドバイザーとして現在も継続中）
- 書道パフォーマー小出あかり公式Tシャツの製作。
- m.c.A・T30周年公式缶バッジ製作。

## 広島企業とのコラボレーション
- 「株式会社オオニシ」の人気商品ブロイラーとのコラボレーションTシャツをデザイン・製作。
- 「おもちゃのお城きり屋」のコラボレーションTシャツをデザイン・製作。
- お好み焼きみっちゃん総本店とのコラボレーションTシャツをデザイン・製作。

## スポンサー実績
- 「時東ぁみpresentsアイドルチャリティーライブWIS」（CSミュージックジャパンTV）グッズスポンサー
- 「ぁみ、木曽のメガネ祭り」（IGTV）グッズスポンサー
- プロレスリング・SECRET BASEコーナーポスト協賛。スポンサードマッチスポンサー。